# Teletica
Pour les articles homonymes, voir Canal 7.
Telesora de Costa Rica S.A. ou Teletica est une chaîne de télévision  publique costaricienne fondée en 1958. Elle est aussi connue sous le nom de Canal 7 Costa Rica.
Cette société de télévision est membre de l'Organisation des Télécommunications Ibéro-Américaines (OTI).

## Histoire
Première société privée de télévision au Costa Rica, Teletica est fondée par René Picado et Carlos Manuel Reyes en 1958
. Ses transmissions débutent le 9 mai 1960 avec des programmations d'origine américaine. Trois ans après, la chaîne émet pour première fois en micro ondes. Teletica produit ses premières productions nationales dès la fin des années 1970. Dans les années 1980, la société commence sa distribution par câble.
La chaîne transmet en haute définition depuis 2007.
Elle exploite la compagnie de câble CableTica et deux chaînes de télévision nationales, Teletica Canal 7 et Teletica Canal 33.